# Schloss Wörth an der Donau

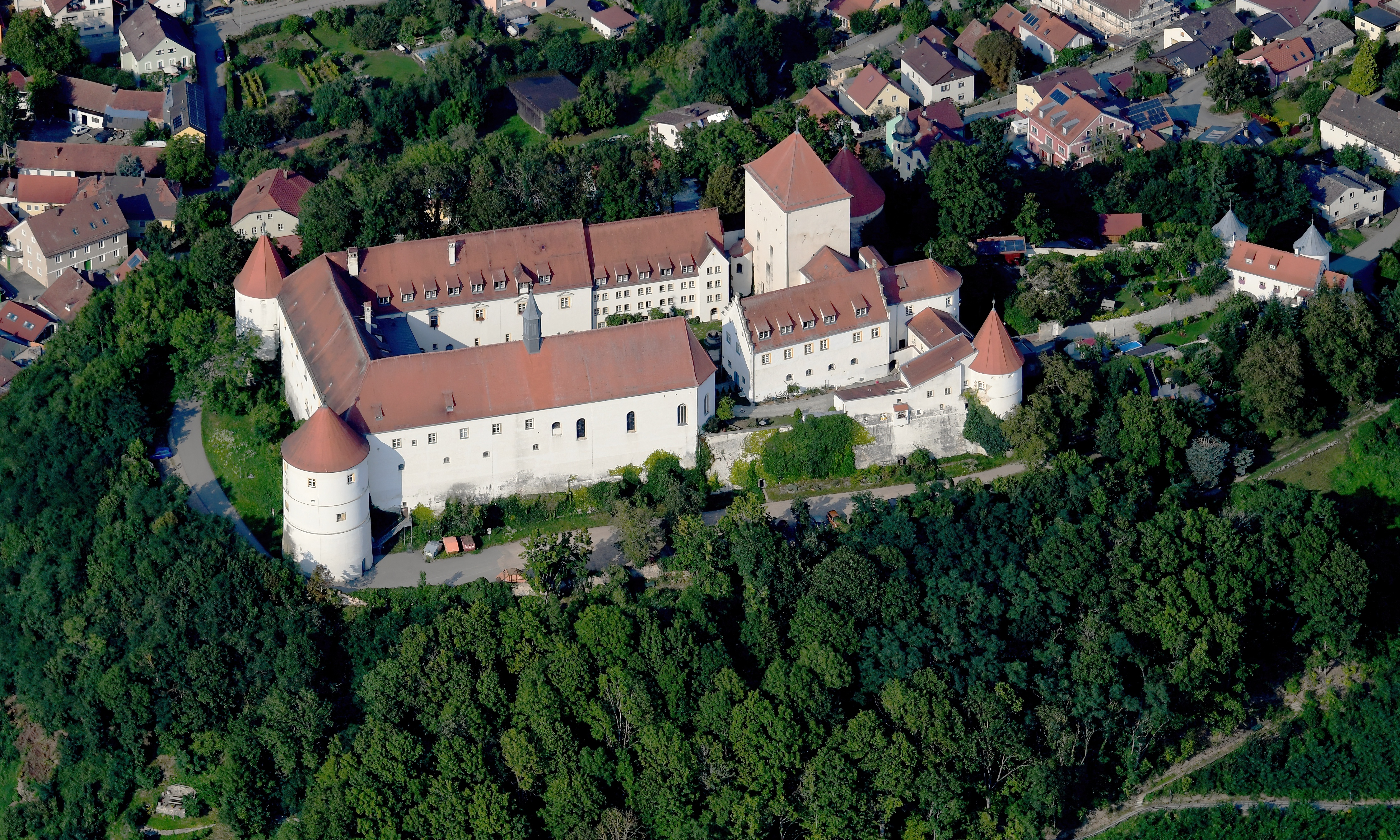
Luftbild des Schlosses Wörth

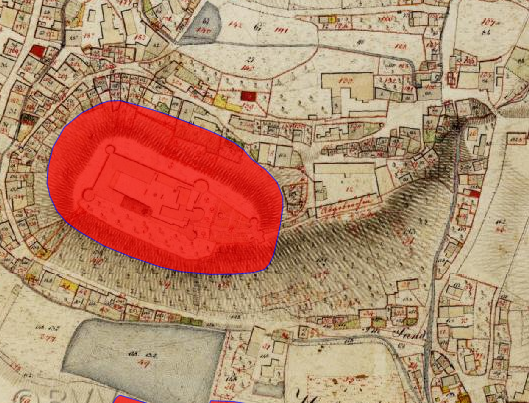
Lageplan von Schloss Wörth an der Donau auf dem Urkataster von Bayern

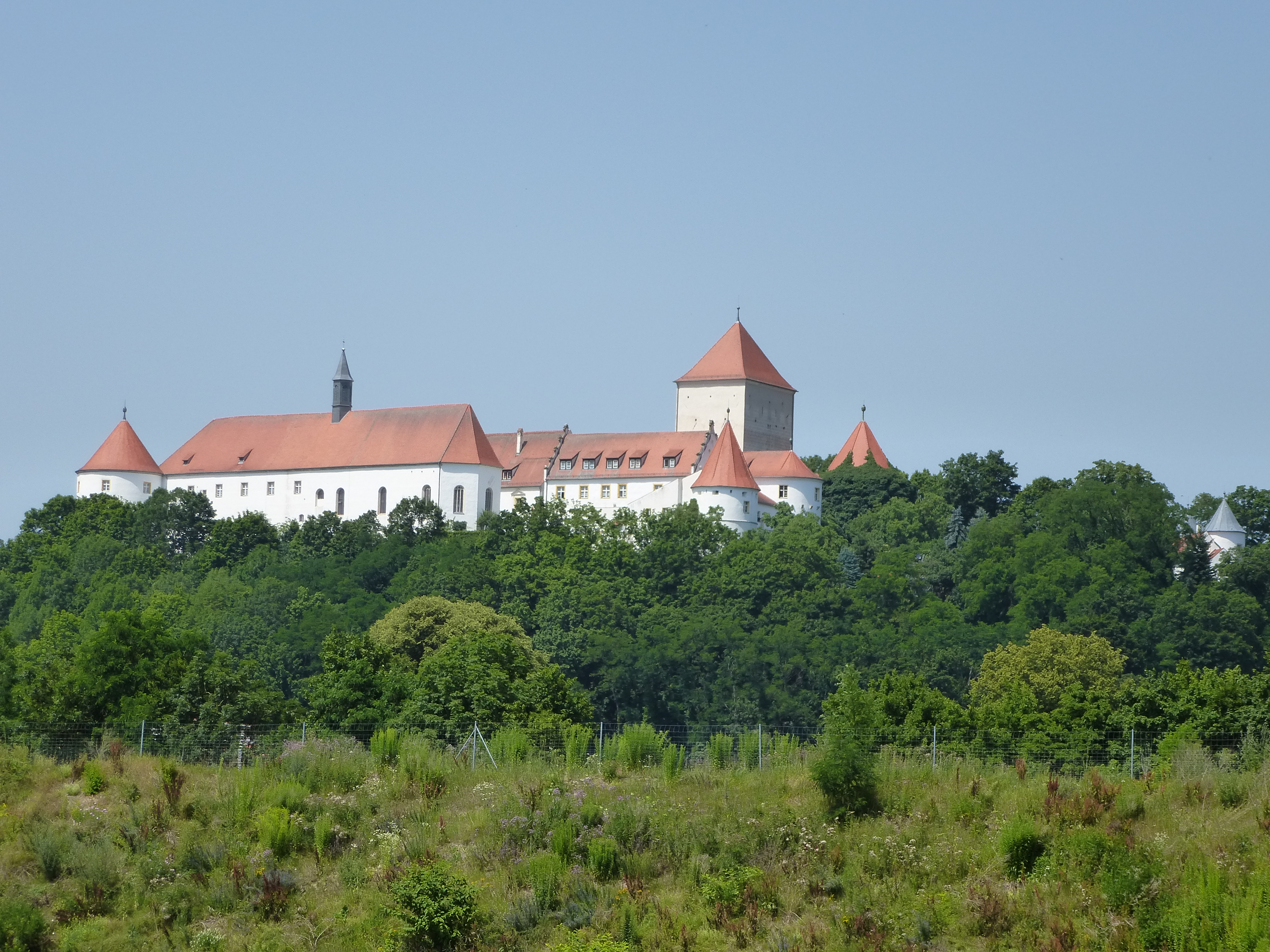
Schloss Wörth

Schloss Wörth ist ein Schloss in der Stadt Wörth an der Donau im Oberpfälzer Landkreis Regensburg in Bayern. Das Schloss liegt neben der Bundesautobahn 3 auf einem Berg mitten im Ort. Die Anlage ist unter der Aktennummer D-2-61-000-479 als denkmalgeschütztes Baudenkmal von Wörth an der Donau verzeichnet. Ebenso wird sie als Bodendenkmal unter der Aktennummer D-3-75-210-11 im Bayernatlas als „archäologische Befunde im Bereich des Schlosses Wörth a.d. Donau, zuvor mittelalterliche Burg“ geführt.
Das mächtige Schloss im Renaissancestil hat Festungscharakter, ist vollständig erhalten und zählt zu den größten Schlössern in Ostbayern. Es geht auf eine Fliehburg des 10. Jahrhunderts (etwa Jahr 914) zurück, und wurde im Laufe der Jahrhunderte umgebaut, erweitert und erhielt im 16. und 17. Jahrhundert das heutige Aussehen.
Dass an gleicher Stelle vordem eine Gaugrafenburg der Karolinger zur Sicherung der östlichen Reichgrenzen stand, wird vermutet, ist jedoch geschichtlich nicht belegbar. Seit dem Hochmittelalter war es im Besitz der Regensburger Fürstbischöfe und bildete eine strategisch wichtige Veste.

## Geschichte

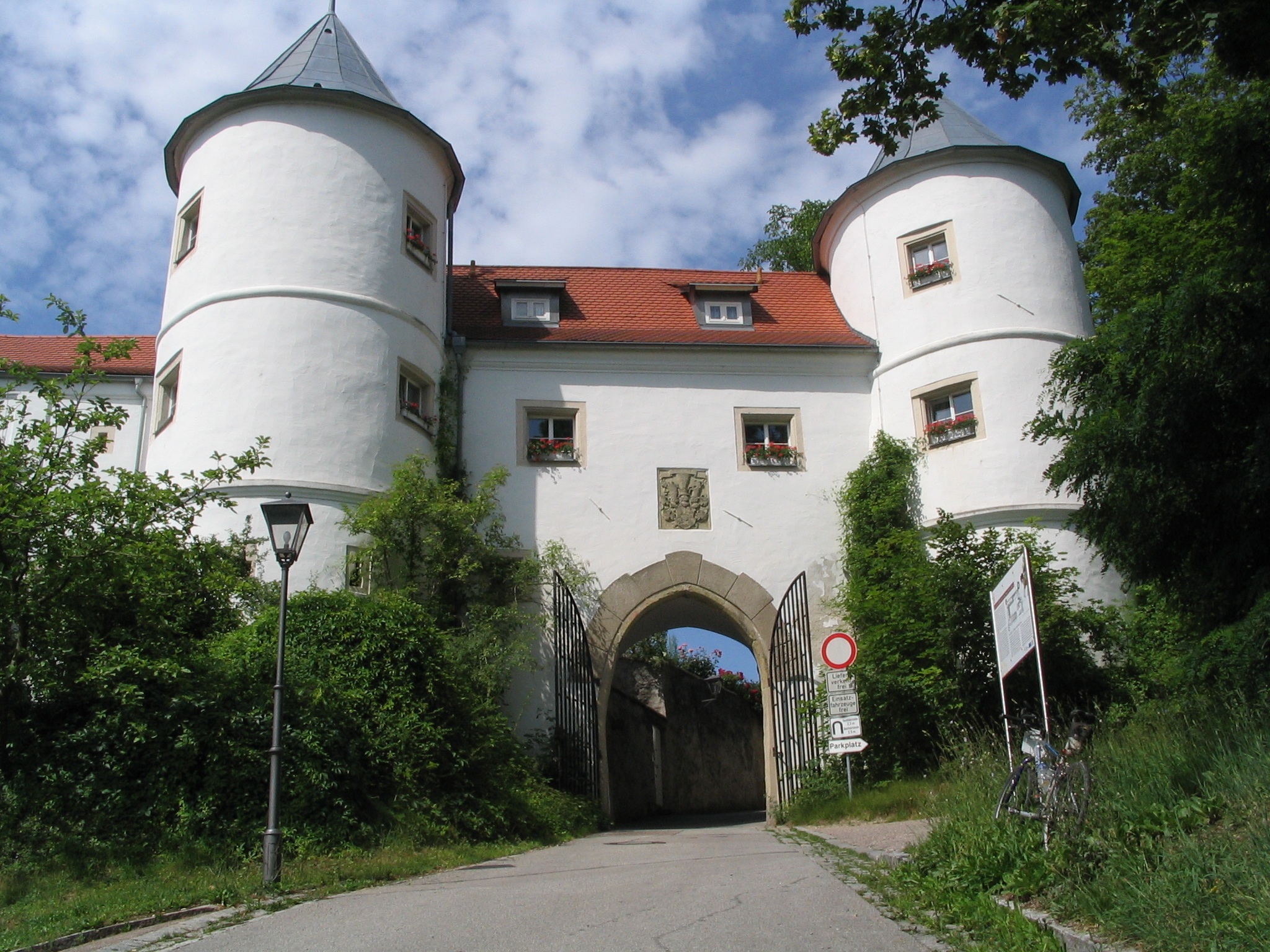
Äußerer Torbau

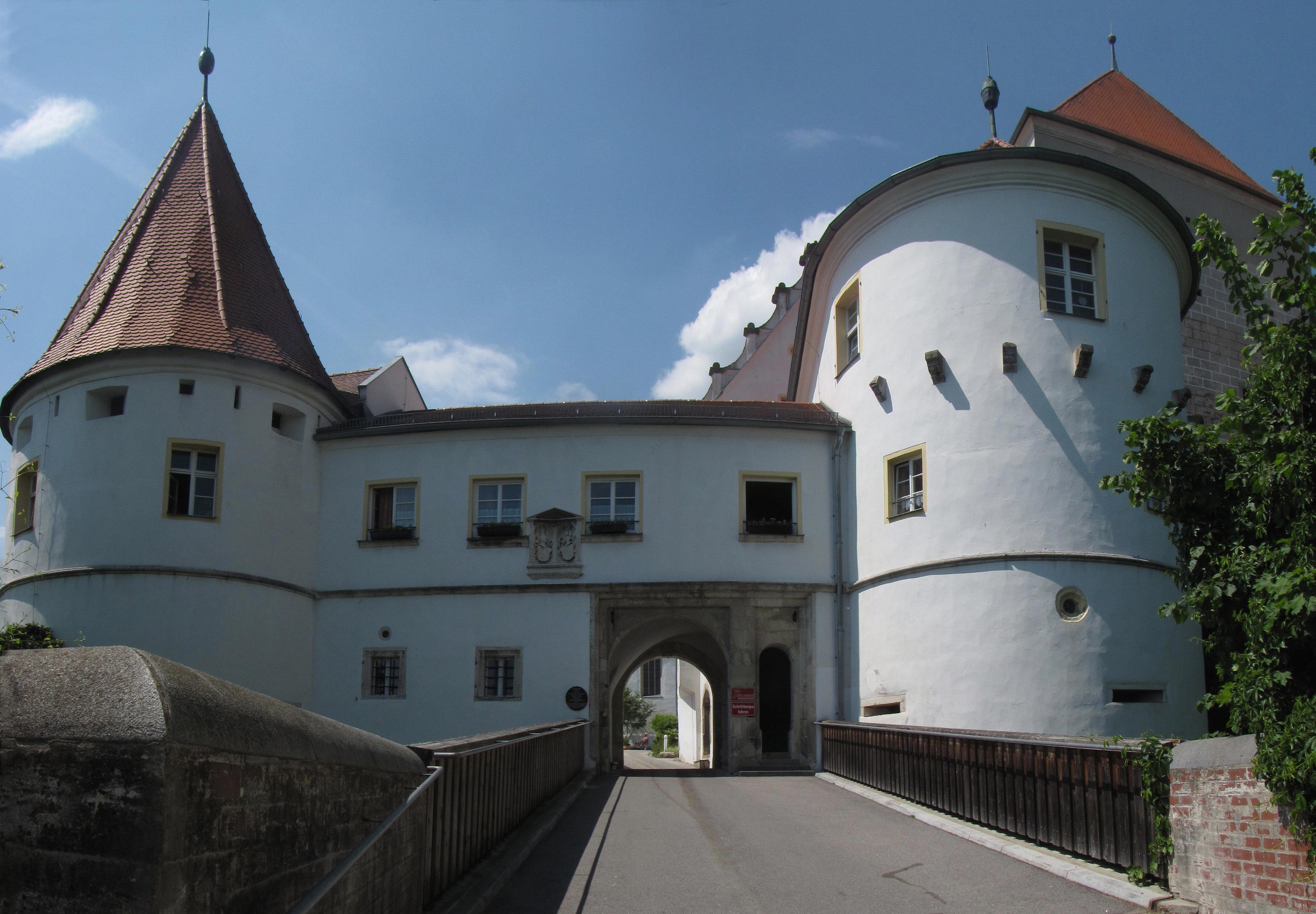
Innerer Torbau

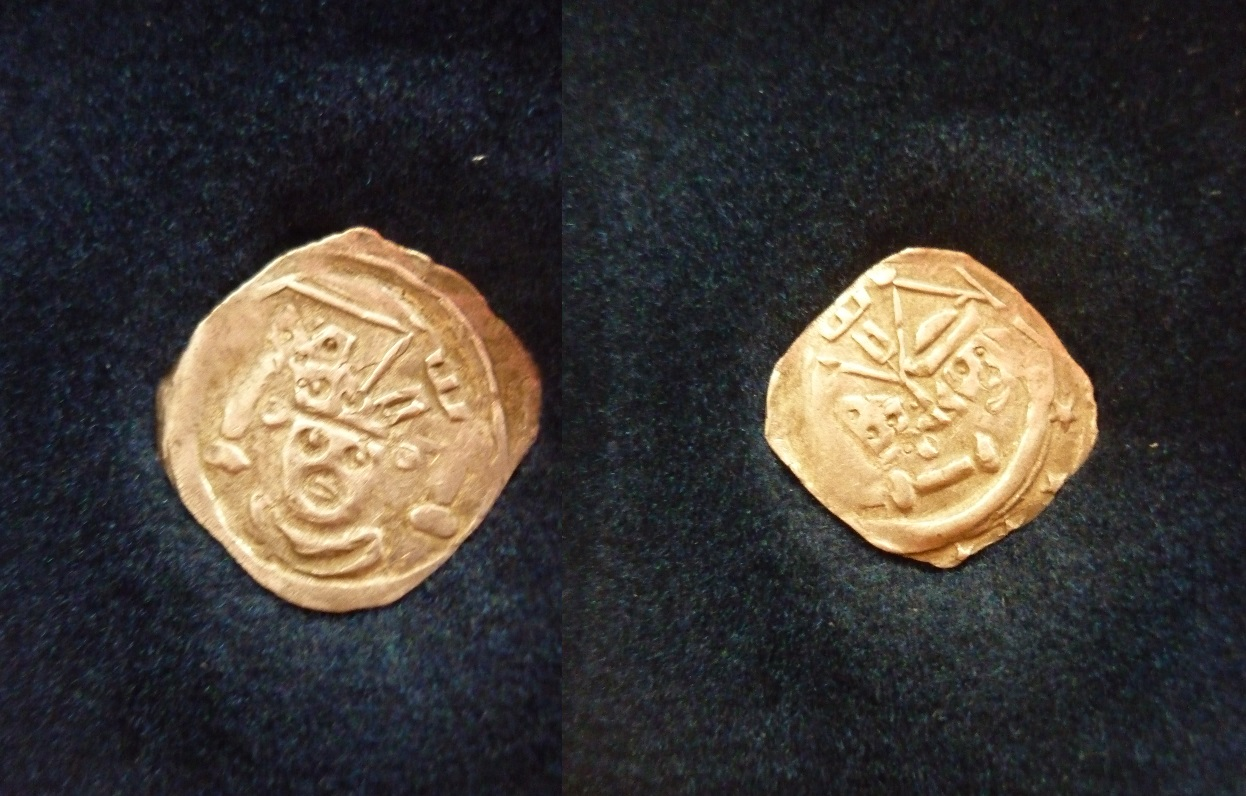
Heinrich II. von Rotteneck Pfennig etwa 1285 bischöfl. Münzstätte auf Schloss Wörth

Die Grundherrschaft gehörte zu den ältesten Besitzen des Hochstifts Regensburg. Die hier „Auf’n Berg“ – so die ursprüngliche Bezeichnung des heutigen Schlossbergs – befindliche Burg wurde 1264 in einer Urkunde erstmals erwähnt. 1285 ließ der Regensburger Bischof Heinrich, Graf von Rotteneck die bischöfliche Münzstätte dort aufschlagen. Die Burg wurde ab 1345 von den Bischöfen von Regensburg an lokale Adelsgeschlechter wie die Auer und die Chamerauer verpfändet. 1433 konnte Bischof Konrad VII. von Soest die Burg gegen Zugeständnisse an die bayerischen Herzöge auslösen. Dank des zugehörigen großen Forstes wurde die Herrschaft reichsunmittelbarer Besitz der Bischöfe.
Die Burg wurde ab 1522 im 16. und 17. Jahrhundert zu einem Schloss im Renaissance-Stil umgestaltet. Der größte Teil des Neubaus entstand unter dem Administrator Pfalzgraf Johann III. (1507–1538). Um 1570 war man noch mit dem Ausbau der Wohntrakte beschäftigt. 1616 fügte Bischof Albert von Toerring-Stein die Kapelle und den Nordtrakt hinzu. Das Schloss wurde von Pflegern verwaltet und diente den Bischöfen als Sommerresidenz, zeitweise verlegten sie ihren Sitz ganz hierher. Die Zeit des Dreißigjährigen Kriegs überstand das Schloss ohne größere Schäden. 1803 fiel das Gebiet an das neue Fürstentum Regensburg.
Am 26. Juli 1806 unterzeichnete im Königszimmer Fürstbischof Karl Theodor von Dalberg, der letzte geistliche Reichsfürst, die Rheinbundakte. 1810 kam die „Freie Reichsherrschaft Wörth“ an das Königreich Bayern. Dieses überließ es 1812 den Thurn und Taxis als Entschädigung für die aufgehobenen Postrechte des damaligen Reichspostmeisters Karl Alexander von Thurn und Taxis. Bis zur Neuordnung 1848 war in Wörth ein Patrimonialgericht der Thurn und Taxis. Danach befand sich hier ein Landgericht älterer Ordnung, später bis 1939 ein Amtsgericht. 1899 wurde dem Hause Thurn und Taxis der Titel Herzog von Wörth und Donaustauf verliehen.
In den Jahren 1933 bis 1935 war im Schloss ein Reichsarbeitsdienstlager untergebracht. 1946 bis 1947 diente es als Jugendbegegnungsstätte der Diözese Regensburg und von 1949 bis 1976 unterhielt die Deutsche Bundesbahn hier eine Weiterbildungsschule. Auf Schloss Wörth wurden von 1952 bis 1969 die Wörther Schlossfestspiele abgehalten. Diese Veranstaltung hatte für Wörth und die Region aus kultureller Sicht große Bedeutung. Insgesamt gab es 170 Aufführungen. 1978 verkaufte Johannes Prinz von Thurn und Taxis das Schloss an einen Bauunternehmer, 1984 erwarb es eine Schlossherrengemeinschaft, von deren Mitgliedern der Landkreis Regensburg das bedeutendste ist. In den Jahren 1985–1998 wurde die gesamte Schlossanlage einer gründlichen Renovierung unterzogen. 1988 wurde es von einem Seniorenstift angemietet, heute befindet sich ein Seniorenheim von Pro Seniore im Schloss.

### Kerkerhaft Pfarrer Florian von Miller
Nach dem Volksaufstand von Cham, der am 17. Januar 1706 von Freischärlern, Husaren und regulären österreichischen Truppen niedergeschlagen wurde, wurde der Anführer der Rebellen, Pfarrer Florian von Miller in Haft genommen und zunächst nach Straubing verbracht. Am 12. März 1706 wurde er nach Wörth an der Donau überführt und im Gefängnisturm des Schlosses inhaftiert. Als Mitte 1707 das Urteil verkündet wurde und er zur Kerkerhaft auf unbestimmte Zeit verurteilt wurde, errichtete man im vierten Stock, im ehemaligen „Ritterstüberl“, eine neue Gefängnisanlage. Miller wurde dort bis zum 15. Oktober 1714 festgehalten. Anschließend wurde er von dort entlassen, über sein weiteres Schicksal ist nichts bekannt. Mehrfach beklagte das Hochstift die hohen Kosten der Gefangenschaft Millers im Wörther Schloss.

## Beschreibung

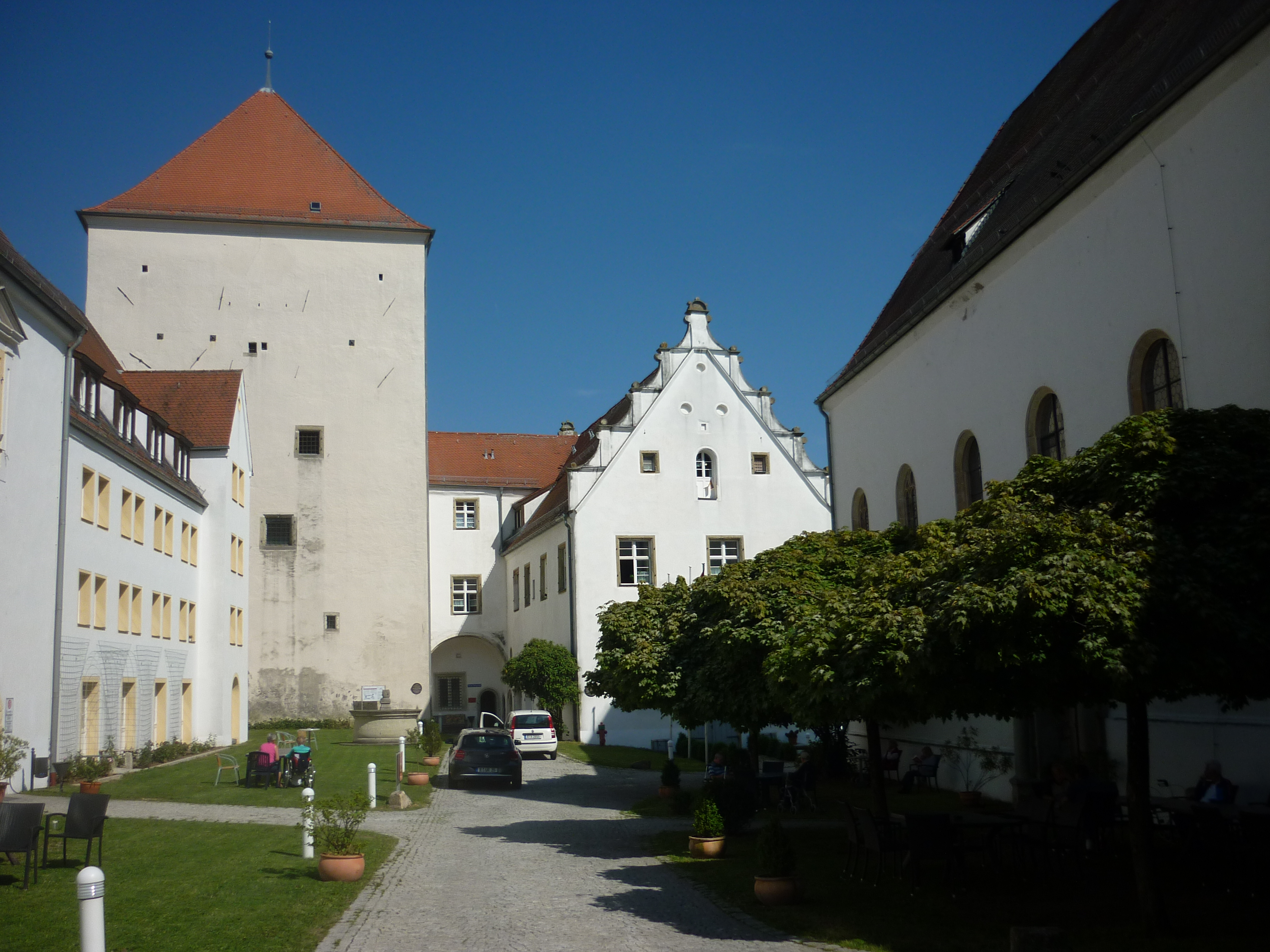
Schlosshof mit Bergfried

Der rechteckige, mit runden Türmen versehene umfangreiche Bau hat äußerlich Festungscharakter. Von Osten kommend trifft man auf einen Torbau mit der Jahreszahl 1605 und einem Wappen mit den lateinischen Initialen von Fürstbischof Wolfgang von Hausen, Bischof von Regensburg. Dieses Vorschloss entstand in der zweiten Umbauphase von der mittelalterlichen Veste in eine Renaissance-Sommerresidenz. Danach folgt das zweigeschossige Haupttor aus dem Jahr 1525, das von zwei Batterietürmen flankiert wird. Beim linken Turm handelt es sich um das frühere Verlies. Auf der Wappentafel ist der Erbauer Johann von der Pfalz, Fürstbischof des Hochstiftes Regensburg vermerkt. Als Architekt dieses ersten Abschnitts des Umbaus der Burg gilt Albrecht Altdorfer, seinerzeit Stadtbaumeister von Regensburg. Das Haupttor konnte bis zum Jahr 2000 durch eine Zugbrücke über dem Burggraben geschlossen werden. Vor dem Haupttor befindet sich ein gartenartiger Zwinger, der einen barocken Pavillon beherbergt.

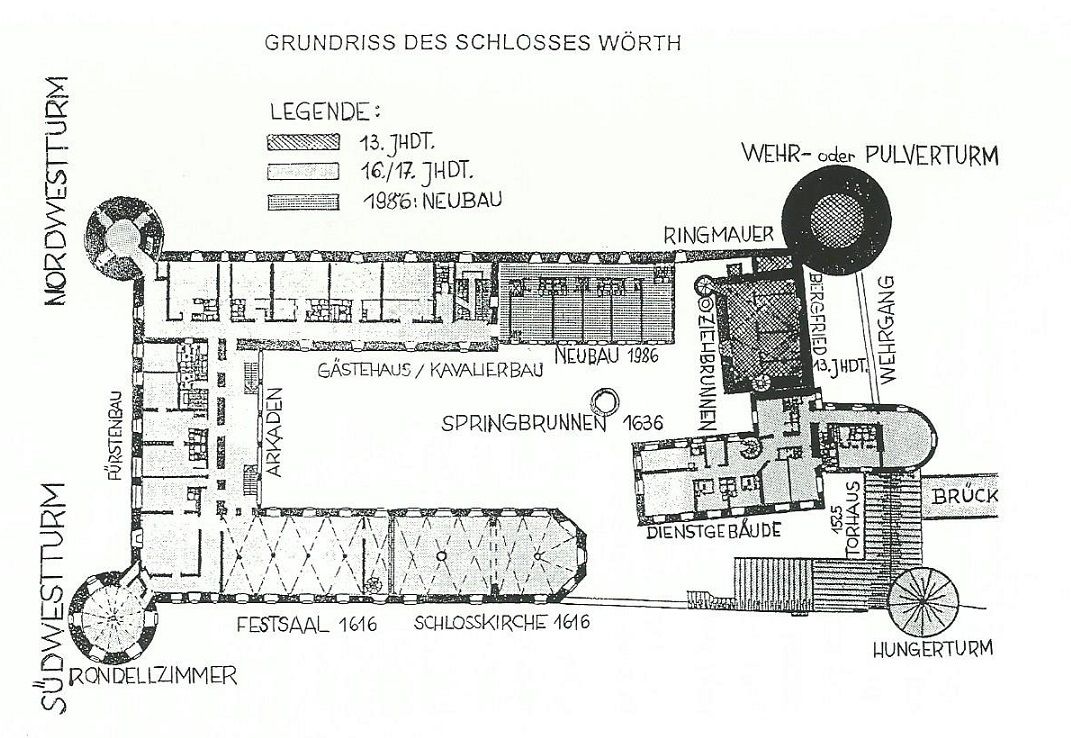
Grundriss ohne Vorschloss

Im Inneren befindet sich links die Torwartwohnung, rechts das Dienstgebäude und im „Vorderen Schlossstock“ war von 1444 bis 1939 zunächst das Landgericht, später das Amtsgericht untergebracht. Der rechteckige, sechsstöckige Wohnturm aus Bruchsteinen stammt aus dem 13. Jahrhundert. Das Kellergeschoss des mittelalterlichen Turms, auch Bergfried genannt, besitzt ein Tonnengewölbe mit beachtlicher Spannweite. In einem anderen Teil des Bauwerks weist ein Kreuzdeckengewölbe auf eine ehemalige Kapelle hin. Der Turm hatte ursprünglich kein Dach. Der obere Abschluss war eine Plattform, die mit zahnartigen Zinnen gesichert war. Überdies waren an den vier Seiten Zifferblätter einer Turmuhr angebracht, Reste davon sind noch sichtbar. Im Turm wurden im 17. Jahrhundert Zellen für Strafgefangene eingebaut, diese und deren Einrichtung sind zum Teil bis heute erhalten geblieben. An der Innenseite befindet sich ein später hinzugekommener Treppenturm, eines der oberen Geschosse hat eine Nische mit spätmittelalterlichem Rippengewölbe. Die Bedachung wurde im frühen 17. Jahrhundert erneuert. Der Turm war früher um ein Stockwerk höher. Nach einem Blitzschlag im Jahr 1778 brannte dieser Teil des Schlosses ab. Zusammen mit dem Bergfried ist das Untergeschoss des Dienstgebäudetraktes der letzte Rest der einstigen Burg. Links neben dem Bergfried befindet sich ein Wehrgang mit massiven Mauern und Schießscharten. Der daneben befindliche Wehr- oder Pulverturm beeindruckt durch drei Meter dicke Außenmauern.
Diesen Gebäuden gegenüber liegt im Westen der dreiflügelige Fürstenbau, der im frühen 16. und im frühen 17. Jahrhundert entstand. Das ehemalige Schlafgemach im Mittelbau hat eine Holzdecke aus dem Jahr 1616. Das Edelknabenzimmer im Kavalierbau, bzw. Gästehaus im Nordtrakt besitzt ebenfalls eine sehenswerte Holzkassettendecke. Die restlichen Räume des Nordflügels als Dienerschaftswohnung sind verhältnismäßig einfach. Im Südflügel befindet sich der langgestreckte ehemalige Festsaal mit Stichkappenwölbung auf Pilastern, er entstand ebenfalls im Jahr 1616.
Der Schlosskeller in seinen jetzigen Ausmaßen dürfte bis Mitte des 16. Jahrhunderts, spätestens jedoch im Jahr 1616 mit dem Bau der Kapelle durch Bischof Albert von Törring, fertiggestellt worden sein. Er ist etwa 80 Meter lang und der gesamte Südtrakt des Schlosses ruht auf dessen Gewölbe.
Im Schlosshof befinden sich zwei Brunnen, ein Springbrunnen aus dem Jahr 1636, sowie ein Zieh- oder Schöpfbrunnen, von dem nur noch die obere Steinfassung zu sehen ist. Die Brunnen hatten Vorgänger: Einer geht auf das Jahr 1450 zurück, ein weiterer Zier- oder Luxusbrunnen ist 1566 unter Bischof Vitus von Fraunberg entstanden. Das Wasser hierfür wurde dem Marktbach entnommen und mittels eines Triebwerks zum Schloss empor gepumpt. Die Stelle hat heute noch den Straßennamen Bei der Walch, was hier für „Kneten und Treiben“ steht.

### Rondellzimmer

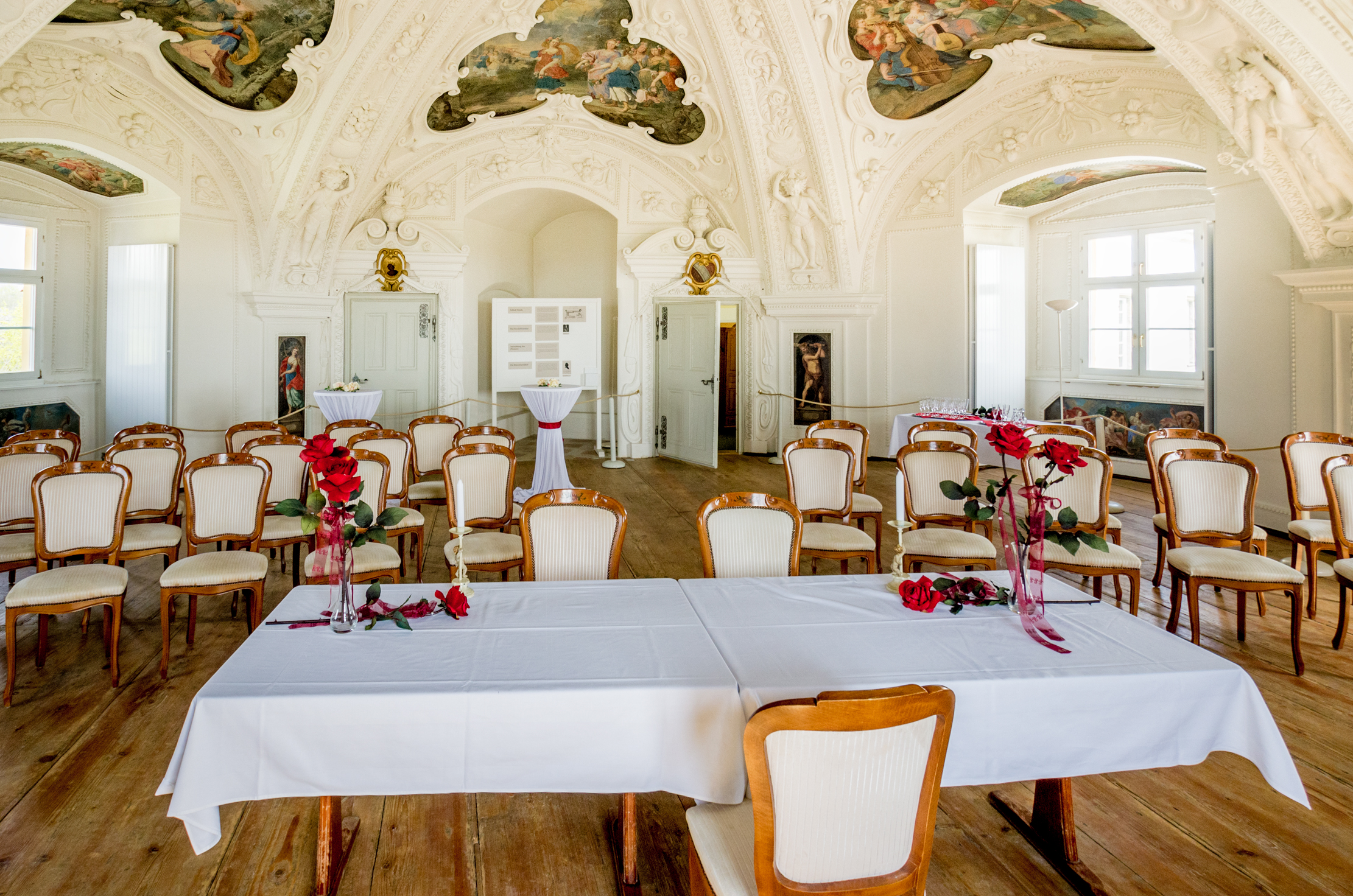
Rondellzimmer

Der aus kunsthistorischer Sicht bedeutendste Raum ist das Rondellzimmer, auch Fürstenzimmer genannt. Es befindet sich im südwestlichen Batterieturm des Fürstenbaus und wurde unter Albrecht Sigismund von Bayern, 1668–1685 Fürstbischof von Regensburg, neu ausgestattet. Stuckiert wurde der Raum durch den Italiener Jacopo Tornini (eine Quelle nennt leider ohne Namen einen "Wessobrunner Künstler"; Tornini war bereits 1639 in Türnau tätig) in den Jahren 1673/1674, 1676/1677 wurde er vom Regensburger Maler Jakob Heybel ausgemalt. Dieser Maler schuf  einen umfangreichen mythologischen Zyklus: sechs Gemälde im Gewölbe, fünf an den Unterseiten der Fensterbögen, fünf an Fensterbrüstungen, sowie sechs Figuren an den Pilastern. Die Malereien gelten als außergewöhnlich und dürften vom Auftraggeber Fürstbischof Albrecht Sigismund geprägt sein. Themen sind die Bereiche Jagd, Macht und Klugheit.

### Schlosskapelle

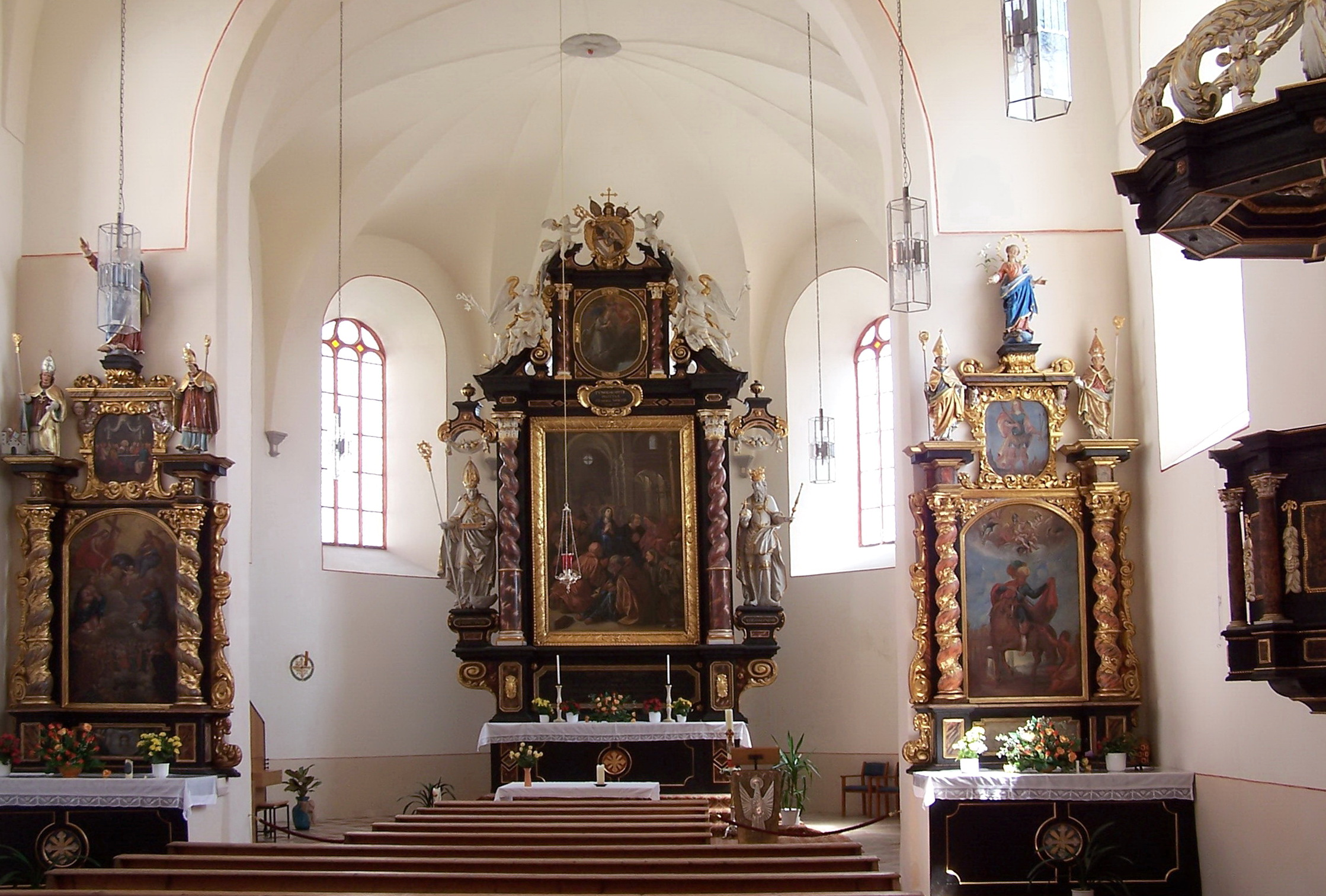
Schlosskapelle St. Martin

Den Abschluss im Westen bildet die einschiffige römisch-katholische Schlosskapelle St. Martin von Tours aus dem Jahr 1616. Sie gehört zur Pfarrei Wörth. Ihre Ausstattung stammt aus dem späten 17. Jahrhundert. Das Altarbild des Hochaltares von Jakob Heybel, Regensburg, aus dem Jahr 1671 stellt den Tod Marias dar, das Bild auf dem linken Seitenaltar, ebenfalls von Heybel und aus dem Jahr 1675, das Jüngste Gericht, das Bild des rechten Seitenaltars zeigt den heiligen Martin, der seinen Soldatenmantel mit dem Bettler teilt. Das Kreuzigungsbild mit einem jansenistischen Kreuz wurde von einem unbekannten Maler geschaffen. An den Stuhlwangen und am Beichtstuhl befinden sich Rokokoschnitzereien. In der Kirche befindet sich eine Glocke des Regensburger Glockengießers Georg Schelchshorn aus dem Jahr 1616 mit folgenden Inschriften: Sancta Maria Mater Dei ora pro nobis sowie Avs dem Feuer Floss ich, Georg Schelchshorn von Regensburg gos mich 1616.

## Sage

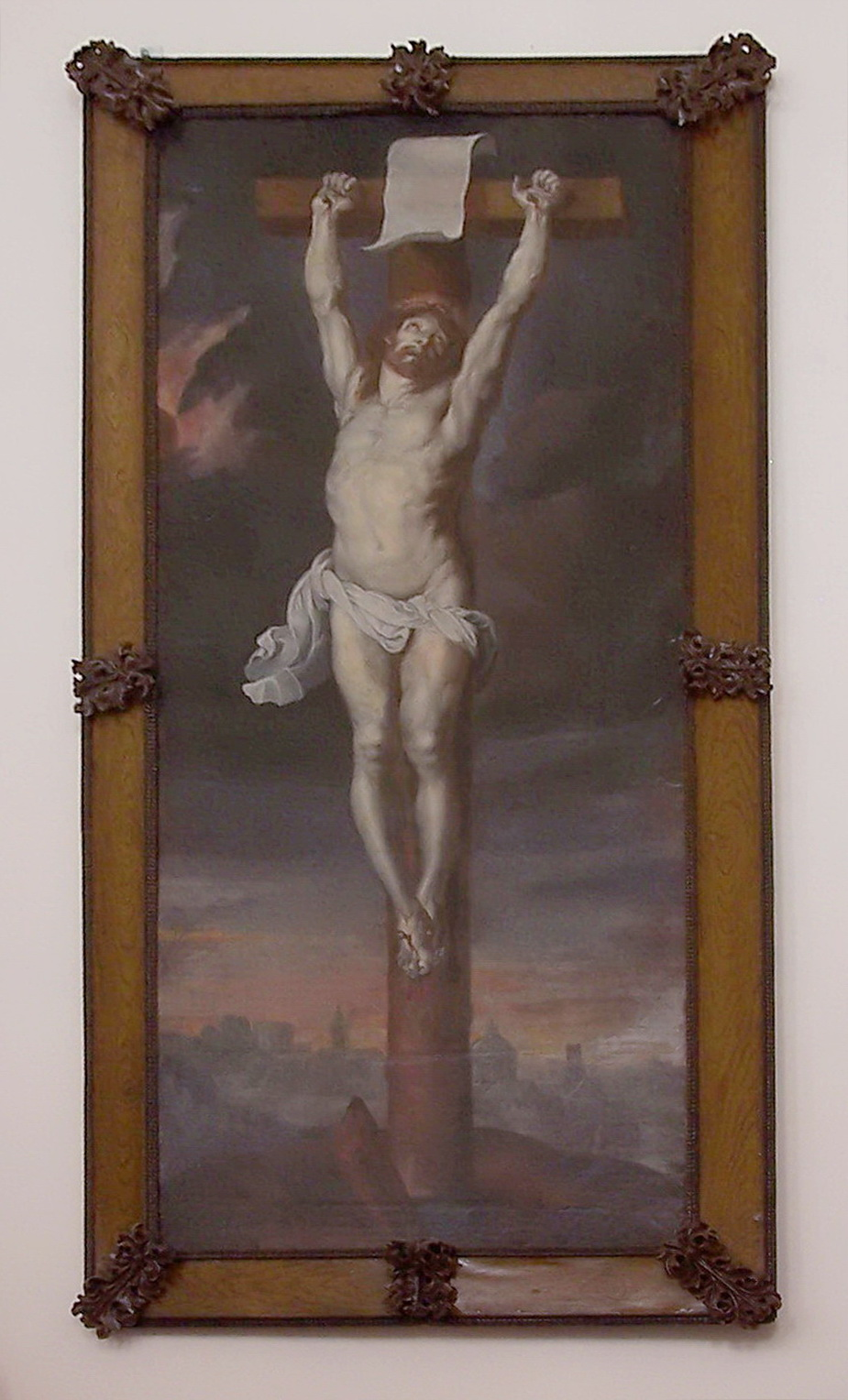
Unvollendetes Gemälde, unbekannter Maler

Das Kreuzigungsbild in der Wörther Schlosskirche
In der Schlosskapelle St. Martin hängt ein unvollendetes Kreuzigungsbild (es fehlen die Initialen I N R I) eines unbekannten Malers. Nach der Sage war der Künstler des Gemäldes mit dem Teufel im Wort: Wenn das Gemälde mit seiner Hilfe „fertig ist in allen Stücken“, so gehört die Seele des Malers dem Teufel.
Vor Zeiten lebte ein junger Maler mit geringer Begabung. Der Neid auf erfolgreiche Künstler trieb ihn eines Nachts in den Wald. Dort traf er auf einen übermannsgroßen Jäger, dem er seine Sorge anvertraute. Der Waidmann schlug ihm vor ihm seine Seele zu verschreiben, und er werde überaus ruhmreich. So geschah es. Der Maler verschrieb ihm seine Seele, und malte ein von einem Kloster in Auftrag gegebenes Kreuzigungsbild. Es gelang. Je näher die Vollendung kam, um so mehr plagte ihn sein Gewissen und er vertraute sich einem Mönch an. Dieser riet ihm das Bild unvollendet, ohne Inschrifttafel, zu belassen. „Wie von einem Alp befreit atmete der Maler auf. Und statt Streben nach irdischen Gütern und vergänglichen Ruhm suchte er des stillen Klosters Frieden.“

## Sonstiges
Schloss Wörth ist ein Bestandteil der Regensburger Burgensteige. Die Höfe des Schlosses sind tagsüber frei zugänglich, nicht das Innere der Gebäude. Zu deren Besichtigung finden Führungen statt. Das Rondellzimmer wird neben Veranstaltungen des Projekts „K.i.W. – Kultur in Wörth“ auch für Trauungen genutzt. Der seit April 2005 vom Landkreis Regensburg renovierte Schlosskeller wird ebenfalls von „K.i.W. – Kultur in Wörth“ verwendet und kann darüber hinaus auch für andere größere Veranstaltungen genutzt werden. Die „Schlossgalerie Wörth“ im Keller des alten Bergfrieds des Schlosses zeigt von Zeit zu Zeit Ausstellungen.
Der Südhang des Schlossbergs war seit langer Zeit bis nach dem Ersten Weltkrieg ein Weinberg mit rund sieben Tagwerk Baierwein. Seit den 1930er Jahren befindet sich dort ein Serpentinenaufgang zum Schloss.